# 1994 год в авиации
Список событий в авиации в 1994 году.

## События
- 17 мая — первый полёт одномоторного поршневого пассажирского самолёта Ил-103.
- 12 июня — первый полёт пассажирского самолёта Boeing 777.
- 23 июня — первый полёт украинско-российского самолёта Ан-38.
- 16 декабря — первый полёт украинско-российского самолёта Ан-70.[1]
- 24 декабря — первый полёт учебно-тренировочного двухместного самолёта Як-54.

## Персоны

### Скончались
- 6 января — Лобов, Георгий Агеевич, советский лётчик и военачальник, Герой Советского Союза, генерал-лейтенант авиации, профессор. Участник Великой Отечественной войны и Корейской войны.
- 12 июня — Замятин, Николай Александрович, заслуженный лётчик-испытатель СССР (21 августа 1964), капитан (1958).
- 26 августа — Анпилов, Анатолий Андреевич, Герой Советского Союза, генерал-майор авиации (1959), военный лётчик 1-го класса (1950).
- 14 октября — Скоморохов, Николай Михайлович, советский лётчик, ас-истребитель, маршал авиации, заслуженный военный лётчик СССР, дважды Герой Советского Союза.
- 16 ноября — Драченко, Иван Григорьевич, лётчик-штурмовик, Герой Советского Союза, Полный Кавалер ордена Славы (один из 4-х полных кавалеров ордена Славы, удостоенных звания «Герой Советского Союза»). Продолжал воевать после потери одного глаза.